# リトアニア国立交響楽団

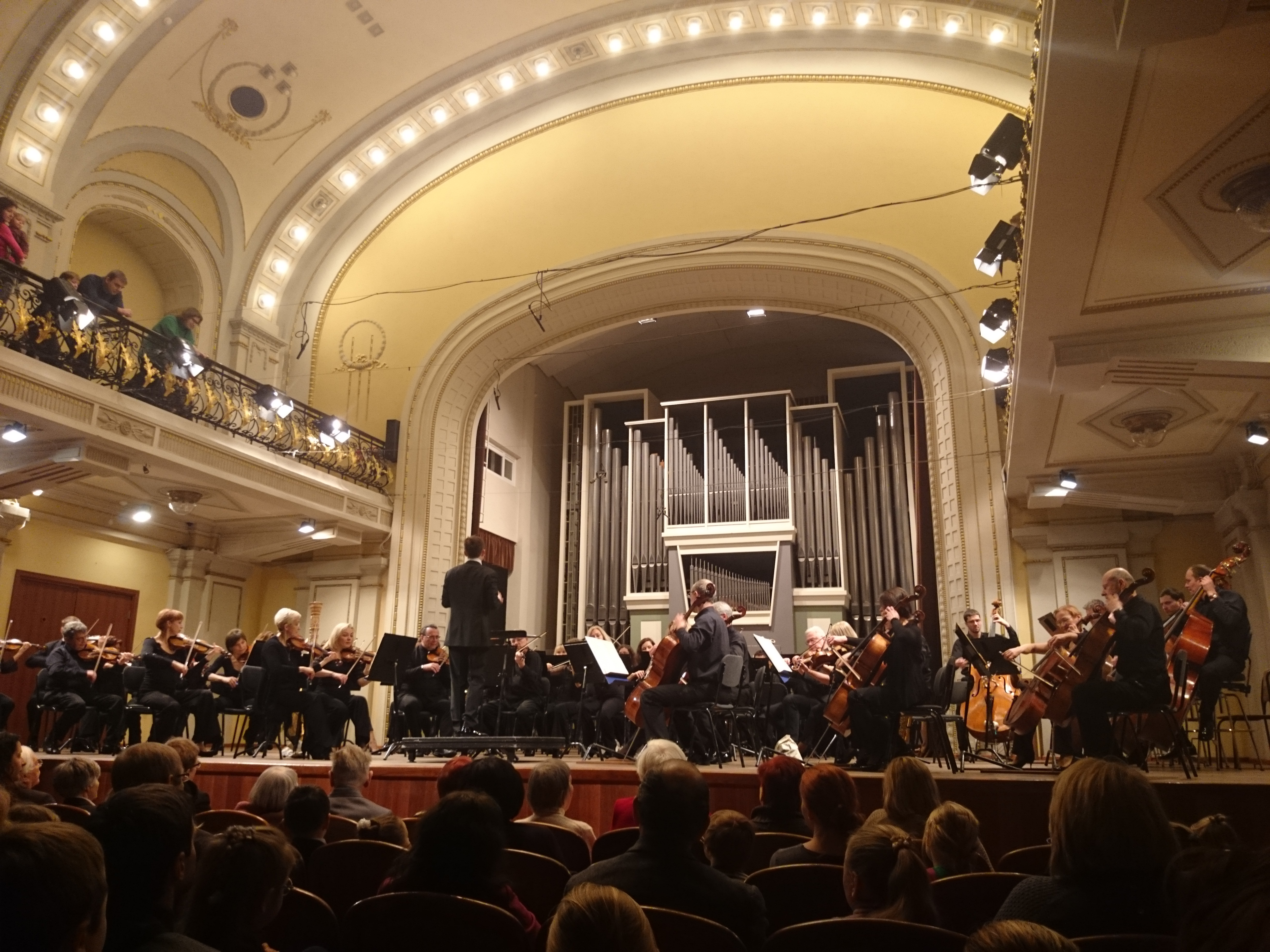
Lietuvos filharmonijaの管弦楽演奏

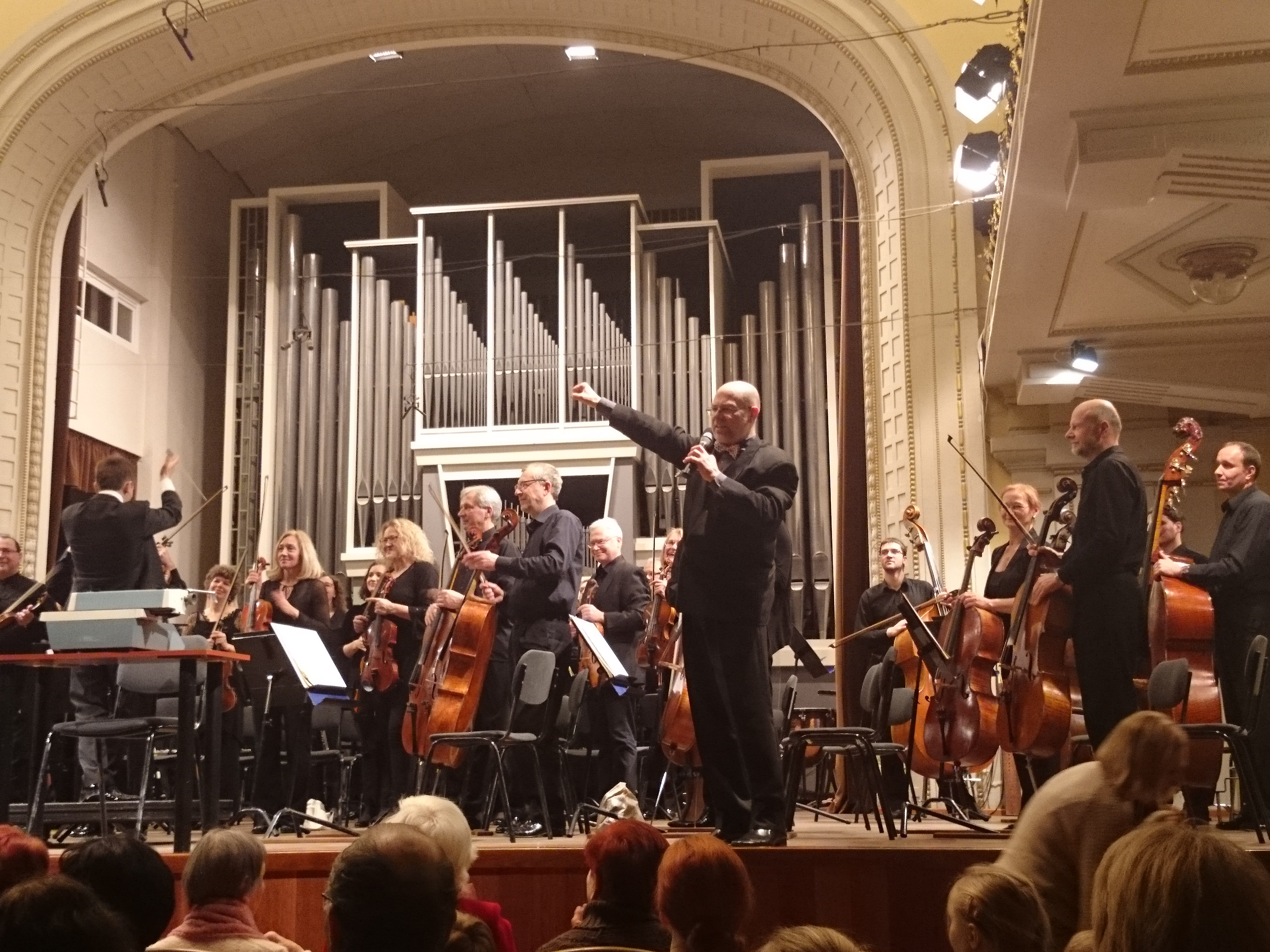
指揮者のViktoras Gerulaitis(2015年)

リトアニア国立交響楽団(LNSO)(リトアニア語：Lietuvos nacionalinis simfoninis orkestras)は、リトアニアの2つの国立交響楽団の内の1つで、1940年に創設された。
リトアニア人指揮者と同国の音楽を演奏したものが、ソ連時代にMelodiya recordsから出版されている。
当時のラベルには公式名称であろう「LTSR Valstybinis filharmonijos simfoninis orkestras」とある。
1988年にはリトアニア国立交響楽団(LVSO)が創設された。

## 指揮者
- バリス・ドヴァリョーナス – 1940–1941, 1958–1964
- Abelis Klenickis – 1944–1945, 1958-1963
- Margarita Dvarionaitė – 1961–1993
- Juozas Domarkas – 1964
- Robertas Šervenikas – 2000
- Modestas Pitrėnas – 2004